# Maddox Brothers and Rose
Die Maddox Brothers and Rose waren eine US-amerikanische Country-Band aus Kalifornien. Sie existierte von den 1930ern bis in die 1950er Jahre. Die Gruppe bestand aus vier Brüdern, Fred, Cal, Henry und Don Maddox und deren Schwester Rose.

## Bandgeschichte
Ursprünglich kam die Familie aus Boaz, Alabama, zog aber 1933 nach Kalifornien, nachdem die Eltern während der Weltwirtschaftskrise verarmten. Sie kamen dort kurz vor den Flüchtlingsströmen der Okies, die vor den verheerenden Staubstürmen in der Dust Bowl flohen, an. Mühsam ernährte sich die Familie, indem sie als Tagelöhner auf den Obst- und Gemüseplantagen im San Joaquin Valley arbeiteten.
Nachdem sie sich in Modesto niedergelassen hatten, traten drei der Maddox-Brüder 1937, gefördert von einem lokalen Möbelgeschäft, als The Alabama Outlaws in einer werktäglichen Radiosendung des Senders KTRB auf. Fred war der Ansager der Band und spielte Bass, Cal übernahm die Rhythmusgitarre und die elf Jahre alte Schwester Rose sang, weil der Sponsor der Sendung auf einer Sängerin bestand. Die beiden Männer sangen ebenfalls.
Die Maddox Brothers and Rose waren während der 1930er Jahre sehr populär und traten in den gesamten USA auf. 1941 wurden die Brüder zum Zweiten Weltkrieg eingezogen, ihre Schwester Rose blieb arbeitslos zurück. Nach Rückkehr der Brüder stießen auch die beiden jüngeren Brüder zur Band: Don, der Fiddle spielte, und an der Mandoline Cliff, der 1949 starb und durch Henry ersetzt wurde. Bei manchen Auftritten hatte die Band als Gastmusiker Bud Duncan an der Pedal-Steel-Gitarre und Jimmy Winkle als weiteren Gitarristen dabei. Von 1946 bis 1951 war die Gruppe bei 4 Star Records in Hollywood unter Vertrag, danach bei Columbia Records.
Die Songs der Gruppe reichten von Country-Standards von Hank Williams, Merle Travis und Bob Wills über Hillbilly-Musik, Folk und Gospel bis hin zu Jazz, Swing, Boogie Woogie und Vorläufern des Rock ’n’ Roll bzw. Rockabilly. Die Band feierte große Erfolge, aber 1956 trennten sich Rose und Cal von der Gruppe, und Fred, Don, Henry und dessen Frau machten als The Maddox Bros. & Retta weiter. Rose Maddox begann eine erfolgreiche Karriere als Solokünstlerin. Sie starb 1998 im Alter von 72 Jahren. Don Maddox starb 2021 im Alter von 98 Jahren. Die Bühnenkostüme der Maddox Bros. & Rose sind sowohl in Buck Owens Crystal Palace in Bakersfield als auch in der Country Music Hall of Fame in Nashville ausgestellt.

## Diskografie

### Singles (Auswahl)
| Jahr | Titel A                             | Titel B                       | Plattenfirma   |
| ---- | ----------------------------------- | ----------------------------- | -------------- |
| 1948 | Time Nor Tide                       | Gosh, I Miss You All The Time | 4 Star Records |
| 1948 | Mean & Wicked Boogie                | Sweet Little You              | Columbia       |
| 1952 | Hangover Blues                      | Why Not Confess               | Decca          |
| 1952 | No Help Wanted                      | Hearts And Flowers            | Columbia       |
| 1953 | Meanest Man In Town                 | Rosalie By The Rio            | 4 Star Records |
| 1954 | I Could Never Stop Lovin' You       | Fountain Of Youth             | Columbia       |
| 1955 | Will There Be Any Stars In My Crown | Just Over The Stars           | Columbia       |
| 1957 | Ugly And Slouchy                    | By The Sweat Of My Brow       | Columbia       |
| 1957 | The Death Of Rock And Roll          | Paul Bunyan Love              | Columbia       |

### Alben
| Jahr | Titel                                 | Plattenfirma |
| ---- | ------------------------------------- | ------------ |
| 1959 | A Collection Of Standard Sacred Songs | King Records |
| 1960 | Maddox Bros and Rose                  | King Records |
| 1961 | I’ll Write Your Name In The Sand      | King Records |
| 1965 | Go Honky Tonkin                       | Hilltop      |
| 1983 | On The Air 1940 & 1945                | Arhoolie     |